# Asakura Kagetaka (1508-1570)
Asakura Kagetaka (朝倉景隆?, Asakura Kagetaka; 1508 – 1570) è stato un samurai giapponese del periodo Sengoku, servitore del clan Asakura.

## Biografia
Kagetaka fu un cugino di Asakura Yoshikage. Quando Asakura Norikage si ammalò e morì durante la campagna del 1555 gli assegnò la guida dell'armata Asakura, che Kagetaka guidò nel 1564 contro i ribelli Ikki di Kaga.